# Ardeoani (gmina)
Ardeoani – gmina w Rumunii, w okręgu Bacău. Obejmuje miejscowości Ardeoani i Leontinești. W 2011 roku liczyła 2182 mieszkańców.